# Parchur
Parchur (em persa: پرچور, também romanizada como Parchūr; também conhecida como Parchehvar) é uma aldeia do distrito rural de Langarud, no condado de Abbasabad, da província de Mazandaran, Irã.
No censo de 2006, sua população era de 678 habitantes, em 182 famílias.